# Leslie Green
Leslie Green, född 6 februari 1875 i London, död 31 augusti 1908, var en brittisk arkitekt. Han är mest känd för sin design av ikoniska stationer byggda i Londons tunnelbana i centrala London under 1900-talets första decennium, med distinkta oxblodsröda keramikplattor inklusive pelare och halvcirkulära fönster på första våningen och mönstrade kaklade interiörer gjord i modern stil (brittisk jugendstil).
|  |  |

| Piccadilly Line: - Holloway Road - Caledonian Road - York Road (stängd 1932, entrébyggnad finns kvar) - Russell Square - Holborn (ersatt av nybyggnad 1933) - Aldwych (stängd 1994, entrébyggnad finns kvar) - Covent Garden - Leicester Square - Down Street (stängd 1932, entrébyggnad finns kvar) - Hyde Park Corner (entrébyggnad används ej längre) - Brompton Road (stängd 1934, hiss finns kvar) - South Kensington - Gloucester Road | Northern Line: - Tufnell Park - Kentish Town - South Kentish Town (stängd 1924, entrébyggnad finns kvar) - Hampstead - Belsize Park - Chalk Farm - Camden Town - Mornington Crescent - Euston (entrébyggnad används ej längre) - Goodge Street - Leicester Square Bakerloo Line: - Edgware Road - Oxford Circus - Lambeth North - Elephant & Castle |

## Källa
- Leboff, David (2002). The Underground Stations of Leslie Green. Harrow Weald, Middlesex: Capital Transport. ISBN 1-85414-255-0.